# Varcia pyramidalis
Varcia pyramidalis är en insektsart som beskrevs av Melichar 1898. Varcia pyramidalis ingår i släktet Varcia och familjen Nogodinidae. Inga underarter finns listade i Catalogue of Life.